# Aulacomerus candirus
Aulacomerus candirus – gatunek błonkówki z rodziny Pergidae.

## Taksonomia
Gatunek ten został opisany w 1990 przez Davida Smitha. Jako miejsce typowe podano rezerwat Reserva Experimental Horco Molle w argentyńskiej prowincji Tucumán na wysokości 700 m n.p.m. Holotypem była samica.

## Zasięg występowania
Ameryka Południowa, znany jedynie z Argentyny z prowincji Tucumán w płn.-zach. części kraju.